# La Jonque céleste
 (février 2012).
Si vous disposez d'ouvrages ou d'articles de référence ou si vous connaissez des sites web de qualité traitant du thème abordé ici, merci de compléter l'article en donnant les références utiles à sa vérifiabilité et en les liant à la section « Notes et références ».
La Jonque céleste est le vingt-deuxième album de la série Yoko Tsuno de Roger Leloup. Elle est publiée pour la première fois du no 3138 au no 3148 du journal Spirou, puis en album en 1998.

## Résumé
Yoko et Rosée du matin en vol vers Guilin discutent avec leur voisin de siège à propos de son étrange objet en forme de boule qui pourrait cacher l'emplacement d'un trésor dans la septième dent du dragon. Il s'évanouit soudain, Yoko récupère la boule et une poupée chinoise ancienne avant l'atterrissage. 
L'homme est emmené à l'hôpital et la poupée de Rosée du matin est alors fouillée sans résultat par un archéologue sur le tarmac dévoilant le nom du professeur Fung. Yoko va rencontrer ce professeur qui lui apprend que la dent du dragon est une montagne située le long de la rivière Lijiang et que son trésor est en fait la tombe de la troisième épouse de l'empereur Tchen Tsong. 
Son médecin Lin-Po est en fait la gardienne de cette tombe. Elle y emmène Yoko qui découvre la jonque céleste où repose l'épouse de l'empereur, Sin-Yi.
Yoko désire alors en savoir plus et demande à Vic, Pol, Monya et Mieke de se rendre en Chine du XIe siècle pour la sauver. Celle-ci allait être tuée par les hommes de son époux, à l'âge de 6 ans. Ils lui évitent plusieurs attentats et simulent finalement sa mort avec un enregistrement du cœur de Yoko. Ils la ramènent au XXe siècle (mais laissent Mei-Li, sa servante et musicienne) et la confient à Lin qui devient sa mère adoptive.

## Personnages

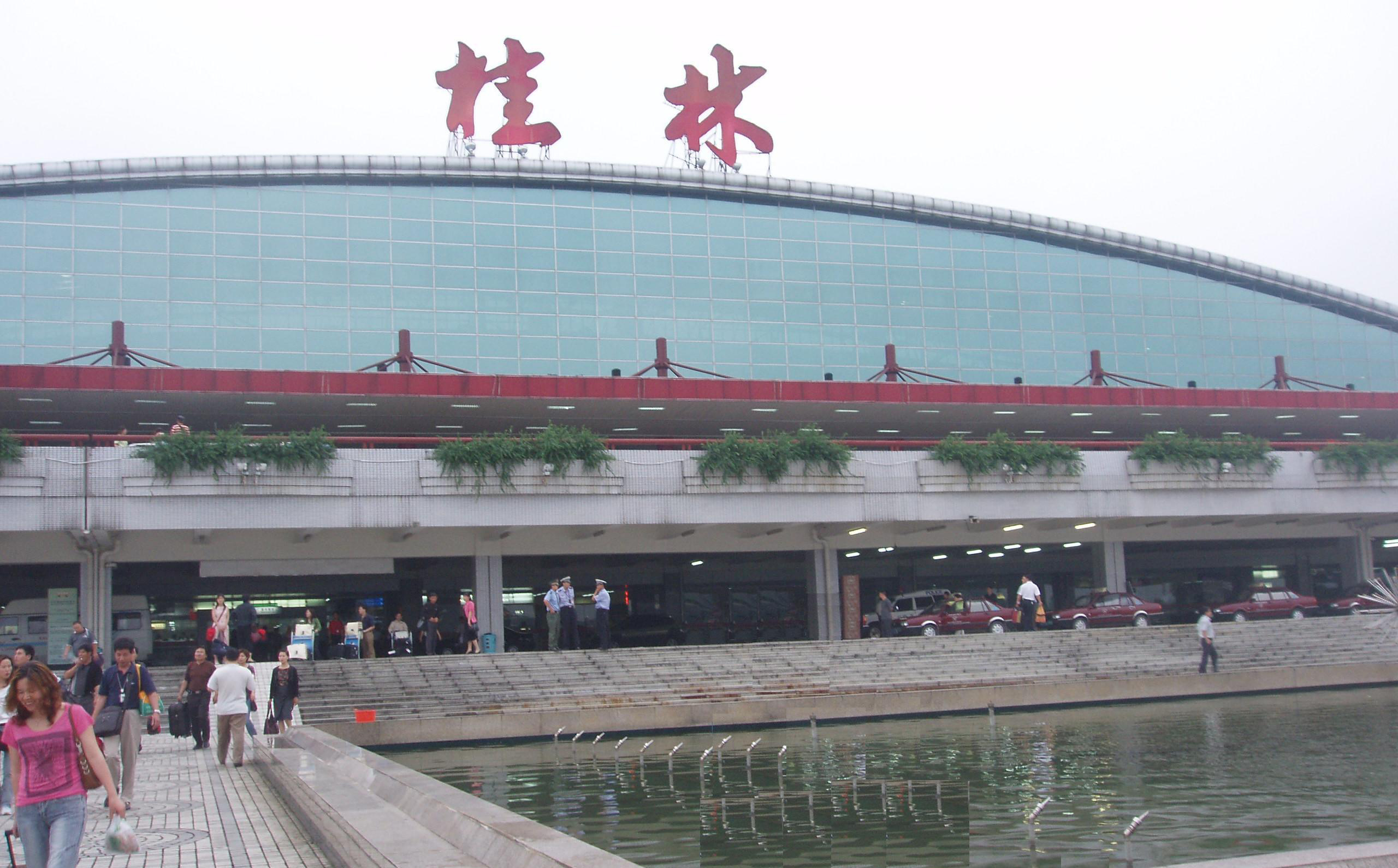
Guilin Liangjiang International Airport.

| Trio                                  | Alliés                                                           | Adversaires   |
| ------------------------------------- | ---------------------------------------------------------------- | ------------- |
| - Yoko Tsuno - Vic Vidéo - Pol Pitron | - Rosée du matin - Mieke - Monya - Sin-Yi - Yu - Lin-Po - Mei-Li | - Prince Wang |

## Lieux
- Guilin :
  - Aéroport Guilin Liangjiang International
  - Maison du professeur Fung
  - Les Dents du Dragon sur la rivière Li

## Historique

### Découverte de la Chine duXIesiècle
Cette histoire présente plusieurs similitudes avec La Pagode des brumes, qui en constitue la suite. Toutes deux permettent à Yoko de plonger plus loin dans la Chine de ses racines, grâce au "translateur", machine à voyager dans le temps déjà apparue dans La Spirale du temps. Grâce à cet engin, elle réussit à sauver Sin Yi, petite fille au destin tragique et dont la vie allait s'achever en 1021. Quand il envoie ses personnages dans une autre époque, Roger Leloup veille à choisir une date de chute dans une période stable, afin qu'aucun conflit ne puisse se superposer au déroulement de l'aventure et la compliquer. C'est le cas de ces deux histoires se déroulant dans le sud de la Chine ancienne, séparées de seulement un mois.
L'est du pays est alors régit par la dynastie Song, à une époque qui succéda à la dynastie Tang et la période des cinq dynasties et des dix royaumes. En 1004/1005, cette dynastie dut signer avec la dynastie Liao le traité de Shanyuan qui fixa les frontières de leurs territoires, mettant fin à leur conflit. Ce document força alors les Songs à payer un tribut annuel aux Liao pour préserver la paix. Cela provoqua aussi le déplacement des cours impériales vers le sud de la Chine, ainsi que la montée démographique et économique de ces régions.
De même que cette période permit l'essor du commerce, grâce aux caravanes de marchands sillonnant terres et canaux, reliant fleuves et rivières. De plus, les sciences se développèrent, avec la première vaccination antivariolique, l'acupuncture, le développement des mathématiques, la découverte de l'imprimerie, de la boussole et de la poudre... C'est ainsi que des livres et des traités dans ces domaines sont rédigés et diffusés. Enfin, les arts se développèrent également. Quantité de musiciens, de peintres et de poètes talentueux s'affirment dans ces domaines, auparavant réservés aux lettrés sous les Tang.

### Mode vestimentaire chez les Tang

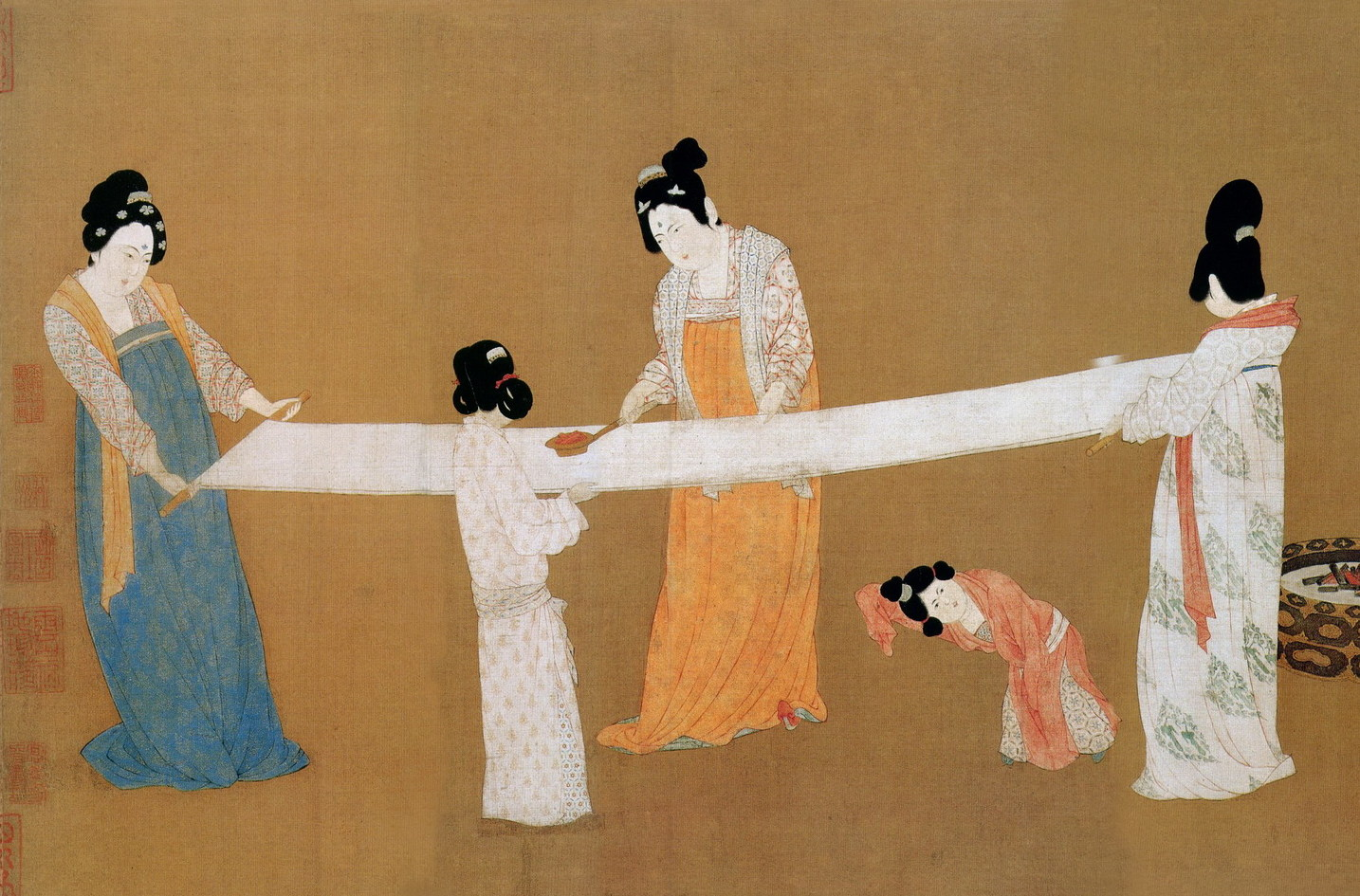
Détail : Apprêts de la soie par les dames de la cour, d'après Zhang Xuan. La tenue des personnages est représentative de la mode Tang.

Le bédéiste a aussi choisi précisément la date de point de chute de son histoire à cause de la mode vestimentaire de l'époque. Car même si l'époque était influencée par les Song, la mode des Tang demeurait encore par endroits. C'est ainsi que Sin Yi et ses suivantes ont gardé les manches étroites et les vestes courtes typique de cette dernière, tout comme la taille haute, les rubans, les étoles en surcharge et les tons pastels, qui restent garants de leur fraîcheur juvénile. Il s'agit donc d'un choix graphique et esthétique dans les deux albums.
Les sources de documentation pour comprendre cette époque sont nombreuses, provenant de fresques et peintures figurant des scènes de cour, retrouvées souvent dans des tombes, des tableaux et gravures d'époque et, parfois, de vrais vêtement, dont la restauration ne peut toutefois pas restituer le chatoiement de leurs couleurs d'autrefois. Néanmoins, il faut se méfier de certaines exagérations vestimentaires représentées sur les tableaux où, parfois, les étoles et les rubans sont présents pour créer une ambiance onirique et donner le mouvement.
Une autre référence documentaire vient des nombreuses statuettes en céramique très colorées. Celles-ci représentent des cavaliers et leurs montures, des marchands, ainsi que des dames de la cour et des musiciennes, parfois en groupes. Une de ces statuettes, qui a donné envie au dessinateur de dessiner les robes du XIe s, a été reproduite en grand format dans le jardin de la demeure du professeur Fung. La mode populaire était influencée par les minorités locales et la simplification de la gent rurale. Les coiffures étaient très travaillées et conféraient un signe distinctif pour les suivantes de Sin Yi. Pour se documenter, Leloup s'est également appuyé sur 5000 Years of Chinese Costume, ouvrage historique publié en 1984 par Xun Zhou et Chunming Gao,.

### Guilin

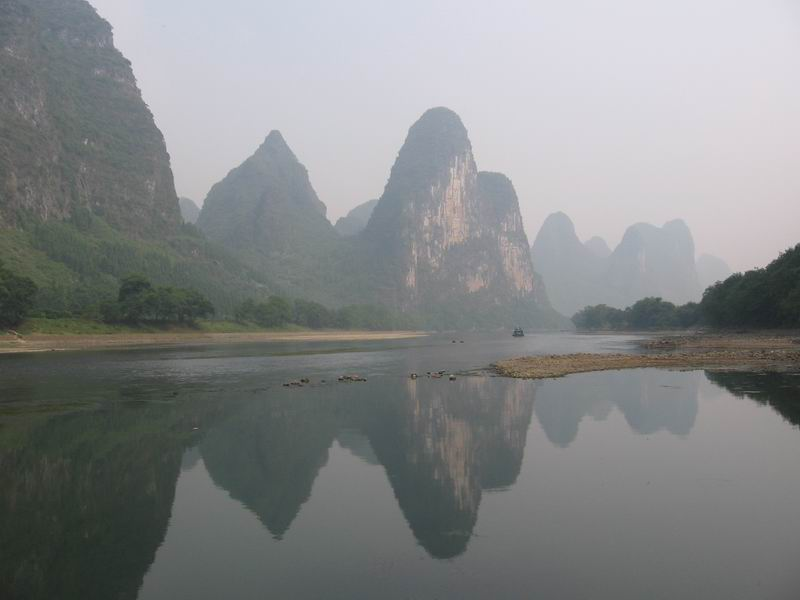
La rivière Li et les Dents du Dragon.

Cette histoire prend place dans l'une des plus belles régions chinoises, autour de la ville de Guilin, que Roger Leloup découvrit grâce au mythique "Geographic Magazine". Il dessina les paysages sur ses cases de manière conforme à ceux visibles dans la région, en particulier les reliefs karstiques présents au bord de la rivière Li. En revanche, l'allusion aux dents du dragon est totalement inventée. C'est le bédéiste qui a imaginé le nom des sept dents du dragon.

### Sin Yi
Dans l'histoire, Yoko est émue par le destin tragique d'une petite fille de six ans et souhaite lui porter secours en remontant le temps. La première idée du bédéiste fut d'imaginer le tombeau d'une épouse chinoise au sein d'un de ces pics majestueux. Il lui restait à savoir de qui elle était la femme et pourquoi aurait-elle été enterrée là. Au fur et à mesure, toute l'histoire s'est construite dans sa tête. Cette fille, Sin Yi, n'est qu'un outil dans un jeu de pouvoir cynique. Promise à l'empereur, qu'elle n'a jamais rencontré, elle a été éduquée par l'un de ses vassaux, le prince Wang, qu'il soupçonnait de forfaiture et qu'il pouvait de cette manière faire surveiller. La jeune fille avait été auparavant trouvé abandonnée près de la rivière Li.
Puis, quand l'Empereur se prépare à descendre vers le sud et à y installer sa cour, il préfère conduire vers l'oubli cette encombrante troisième épouse, dans un monastère. Hélas, elle est déjà condamnée par les paysans que Wang accable d'impôts et tue en se servant de l'autorité de la fillette. Sans le savoir, elle signe progressivement sa perte en signant tout document qui lui est présenté par son beau cachet.
Toutefois, malgré ses aspects innocents, elle est autoritaire et martyrise ses suivantes, en particulier sa favorite Mei Li. On ne peut plus gâtée, ses caprices font souffrir. Quand, à sa demande, Yoko repart vers "La Pagode des brumes" récupérer Mei Li, cette dernière ne voudra pas la suivre. Elle reviendra donc de la Chine impériale avec une petite fille dont Lin-Po devra reprendre l'éducation à zéro. Mais la soif de tendresse de la fille fera le lien et le miracle.

### Voyages temporels
Comme dans ses autres histoires de voyages dans le temps, Leloup joue avec les paradoxes temporels. Au début de l'aventure, l'électronicienne ne connaît que la version officielle de la disparition de Sin Yi, qu'elle a lu dans les parchemins, ignorant que c'est elle qui a modifié le cours des évènements dans le passé. Elle ne le saura qu'à la fin de l'épisode.
Le rapport entre Yoko et sa nouvelle amie Lin-Po est indispensable pour le bédéiste, parce que cette dernière présente un aspect terriblement humain dans son désarroi. Avant l'arrivée de cette première, elle porte seule le douloureux secret de la découverte du tombeau ; elle lui accorde sa confiance en partageant avec elle ce fardeau. Puis, cette médecin ressent une émotion très forte en auscultant le cœur de la fameuse petite fille, dont elle avait découvert les cendres dans le présent. Elle éprouve alors un véritable soulagement de pouvoir la ramener dans notre époque et ainsi lui permettre d'échapper au triste destin qui avait été écrit pour elle.

### Navigation
Leloup ponctue son histoire de nombreuses embarcations. On y découvre par exemple des barges plates servant aux Chinois à la fois pour naviguer sur les rivières, sur lesquels on en trouve beaucoup, et d'habitation, avec salon et chambre à coucher.
Les bateaux de guerre ont été reconstitués à partir de documents d'époque, représentés fidèlement par le dessinateur. Ceux-ci étaient munis d'un éperon pour enfoncer les coques des jonques ennemies.
Le professeur Fung présente à Yoko un appareil complexe composé de lentilles, qu'il prend pour un transmetteur de message. En réalité, il s'agit d'une sorte de rayon laser employé pour brûler les voiles des bateaux qui ne payaient pas le passage.
Bien que la jonque au centre de l'histoire soit un tombeau, Leloup ne l'a pas nommé "jonque mortuaire", préférant "jonque céleste", qui est un nom très chinois. Au départ, ce vaisseau n'était pas employé comme sépulture : c'était un jouet grandeur nature, sur lesquels les enfants prenaient place. Puis, des colorants étaient libérés dans l'eau de la grotte pour provoquer des effets lumineux qui les émerveillaient.

## Publication

### Revues
Elle a été publiée dans le journal Spirou du no 3138 (03 juin 1998) au no 3148 (12 août 1998),.

### Album
Il s'agit de l'album no 22 de l'édition Dupuis. 
Cet album est re-publié en 2008 dans le cinquième volume de l'Intégrale Yoko Tsuno, Sous le soleil de Chine.

### Documentation
- Laurent Mélikian, « Superficiel et Léger », BoDoï, no 12,‎ octobre 1998, p. 6.